# Providence Island Company
La Providence Company o Providence Island Company è stata una compagnia commerciale privilegiata inglese fondata nel 1629 da un gruppo di investitori puritani guidati da Robert Rich, II conte di Warwick con lo scopo di stabilire la colonia di Providence Island sull'Isola de Providencia nei Caraibi e sulla Costa dei Mosquito nell'odierno Nicaragua.
Coloni inglesi furono inviati nell'area per creare piantagioni. La colonia fungeva anche da base per i corsari che operavano contro le navi e gli insediamenti spagnoli nella regione. I coloni dovevano pagare un quinto del bottino alla Compagnia. La colonia di Providence Island fu distrutta dagli spagnoli e dai portoghesi nel 1641.

## Contesto
L'Isola de Providencia fu scoperta nel 1629 da Daniel Elfrith. Elfrith ne informò Philip Bell, governatore delle isole Bermuda, che ne parlò a Nathaniel Rich. Rich informò il conte di Warwick, suo cugino, che convocò un incontro per il 10 novembre 1629, alla Brooke House di Holborn, Londra. All'incontro presero parte 20 investitori che versarono £200 ciascuno per l'istituzione della compagnia. Bell accompagnò i coloni all'Isola de Providencia, sbarcò il 24 dicembre 1629 e divenne il primo governatore.

## Soci
Oltre a Lord Warwick, tra i venti azionisti della Compagnia c'erano William Fiennes, I visconte di Saye e Sele, e Robert Greville, II barone di Brooke. Oliver Saint John, un avvocato puritano, rappresentava gli interessi della Providence Company, e il tesoriere era John Pym, un possidente del West Country. William Jessop fu nominato Segretario della Compagnia.
Alla Compagnia fu concessa una carta reale. Di questi investitori, 12 erano già coinvolti nella Somers Isles Company. Quattro di loro si ritirarono presto e altri investitori acquistarono quote della Compagnia.
Molti dei membri fondatori della Compagnia erano legati da rapporti di parentela. Tra gli azionisti figuravano il fratello minore di Lord Warwick, Henry, da poco nominato Conte di Holland e favorito della Regina Enrichetta Maria; il loro fratellastro Mountjoy Blount, appena nominato Conte di Newport e, come Holland, importante cortigiano; loro cugino, il Conte di Essex, e suo cognato il Conte di Hertford.

## Attività commerciale
All'inizio, la compagnia aveva un duplice scopo: istituire una comunità ideale puritana (che si sarebbe mantenuta coltivando tabacco e cotone) e attaccare le spedizioni spagnole dirette verso lo Spanish Main. I regolamenti della Compagnia per le tre isole di Providence, Henrietta e Association (Tortuga) proibivano il gioco d'azzardo e le scommesse, la prostituzione, l'ubriachezza e la blasfemia.
Il sistema delle piantagioni richiedeva schiavi africani, il che coinvolse la Compagnia nella tratta degli schiavi, ma cotone e tabacco non erano abbastanza redditizi e furono sostituiti dalla canna da zucchero. Le isole divennero un'importante base per la guerra di corsa, col tacito consenso del re, ufficialmente neutrale nei confronti della Spagna.
Dal 1631 al 1635, la Compagnia fondò anche una colonia inglese a Tortuga (chiamata anche Association Island), al largo della costa di Santo Domingo.

## Fine
Nel 1635 gli spagnoli razziarono l'insediamento di Association Island e lo distrussero. Nel marzo 1638 il conte di Warwick, lord Saye e lord Brooke, Henry Darley e altri soci della Compagnia erano pronti a emigrare a Providence Island, ma la loro richiesta di permesso non ebbe seguito. Nel maggio 1641 la colonia di Providence Island fu conquistata dagli spagnoli e dai portoghesi comandati dall'ammiraglio don Francisco Díaz Pimienta.

## Influenza politica
La Providence Island Company sostenne i parlamentari all'inizio della guerra civile inglese. La Compagnia è considerata uno dei perni dell'opposizione al governo assolutista di Carlo I.